# Pławna (dopływ Nysy Kłodzkiej)
 Pławna  niem. (Plomnitz Bach) – górski potok w  południowo-zachodniej Polsce, w woj. dolnośląskim w Sudetach Wschodnich w Masywie Śnieżnika i Obniżeniu Bystrzycy Kłodzkiej.

## Przebieg i opis
Górski potok, prawobrzeżny dopływ Nysy Kłodzkiej należący do dorzecza Odry i zlewiska Morza Bałtyckiego. Górny bieg rzeki tworzą dwa potoki:Biała Woda o długości 6,9 km., mająca źródło na wysokości 825 m n.p.m. w Masywie Śnieżnika, na północnym zboczu Czarnej Góry w rejonie Przełęczy Puchaczówka i Szklarzynka o długości 6,8 km wypływająca z Masywu Śnieżnika z zachodniego zbocza Czarnej Góry i Jaworowej Kopy, na wysokości 1125 m n.p.m. Źródła obu potoków położone są w lesie świerkowym dolnego regla. W górnym biegu, potoki spływają stromymi zalesionymi dolinami w kierunku południowo-zachodnim a dalej doliną płyną w kierunku Idzikowa. Potoki charakteryzują się typowym reżimem górskim. W Idzikowie potoki łączą się w jeden potok zwany Pławną dalej potok wśród zabudowań Idzikowa a następnie Pławnicy płynie na zachód. W dolnym odcinku rzeka szeroko meandruje płynąc w kierunku Bystrzycy Kłodzkiej do ujścia, gdzie uchodzi do Nysy Kłodzkiej w północnej części miasta. Zasadniczy kierunek biegu potoku jest zachodni. Jest to potok górski zbierający wody ze zboczy Suchonia oraz z południowej części Wysoczyzny Idzikowa i północno-wschodniej części Obniżenia Bystrzycy Kłodzkiej. Potok o nieuregulowanym korycie i wartkim prądzie wody, charakteryzuje się niewyrównanym spadkiem, średni spad wynosi 77 promili.  Wzdłuż dolnego biegu potoku prowadzi droga wojewódzka nr 392.

## Inne
- Nazwę Pławna przypisuje się dolnemu biegowi potoku, o długości 7,5 km od połączenia potoków: Biała Woda i Szklarzynka tworzących górny bieg. Rzeka z uwzględnieniem długości potoków ma 14,0 km[3].
- Dolny odcinek Pławnej w rejonie ujścia wyznacza granicę administracyjną Bystrzycy Kłodzkiej.

## Dopływy
Biała Woda (prawy), Szklarzynka (lewy) oraz kilka niewielkich krótkich bezimiennych cieków i potoków.

## Miejscowości nad Pławną
- Idzików
- Pławnica
- Bystrzyca Kłodzka